# Giuseppe Ferrari (calciatore)
Giuseppe Ferrari (fl. XX secolo) è stato un calciatore italiano, di ruolo difensore.
Fratello minore di Carlo Ferrari, è noto come Ferrari II per distinguerlo appunto dal consanguineo.

## Carriera
Difensore come il fratello, cresce nelle file del Genoa, con il quale esordisce nella stagione 1920-1921, in massima serie, nella vittoria casalinga per quattro a tre il 12 giugno 1921 contro il Milan.
Con il Grifone raggiunse il secondo posto del girone semifinale A della Prima Categoria 1920-1921.
Con i rossoblu rimane due campionati, non giocando alcun incontro nella seconda stagione, prima di passare alla Sampierdarenese.
Con i liguri ottiene il terzo posto del Girone A della Lega Nord nella Prima Divisione 1922-1923.